# Sungbong Choi
Sungbong Choi (Hangul: 최성봉, Seoel, 18 februari 1990 – aldaar, 20 juni 2023) was een Zuid-Koreaans zanger. Hij raakte bekend door zijn optreden in Korea's Got Talent. In deze talentenshow eindigde hij als tweede. Zijn auditie voor deze show werd een YouTube-hit.

## Biografie
Op driejarige leeftijd werd Choi achtergelaten bij een weeshuis waar hij op vijfjarige leeftijd wegliep omdat hij werd geslagen. Hij verkocht daarna kauwgom en energiedrankjes. Vanaf zijn achtste werkte hij als arbeider en verzorgde daarnaast leveringen van melk en kranten om rond te komen. Later ontmoette Choi een vrouw die een eetstalletje uitbaatte aan een nachtclub, zij gaf hem de naam Ji-Sung. Hij had voordien nooit een voornaam gehad. Zij stimuleerde hem ook om een scholingstest af te leggen om zodoende toegelaten te kunnen worden tot het voortgezet onderwijs. Hij achterhaalde bij het weeshuis waar hij achtergelaten werd dat zijn werkelijk naam Choi Sung-bong is. Dit was echter niet de voornaam die zijn ouders hem gegeven hadden. Deze naam kreeg hij pas in het weeshuis. Als gevolg daarvan verkoos Choi de naam Ji-Sung boven Sung-bong.
Hij studeerde af aan de Daejeon Arts High School. Tijdens de auditie voor Korea's Got Talent gaf Choi aan dat hij een opleiding aan deze middelbare school gevolgd had. Choi vermeldde ook dat hij geen zanglessen had gevolgd omdat hij meestal niet over de financiële middelen beschikte om die te kunnen betalen.
Choi werkte bij een bezorgservice om scholing te kunnen betalen maar kwam daarbij ernstig ten val tijdens het vervullen van een nachtdienst. Hij kreeg medische behandeling in het Kun Yang Universitair Ziekenhuis. Eerder was hij het slachtoffer van twee auto-ongelukken. Voor de kwetsuren die hij daarbij opliep kreeg Choi destijds niet de nodige medische behandeling. Toen hij werd toegelaten tot het Kun Yang Universitair Ziekenhuis als gevolg van de medische kwesties in verband met de eerdere auto-ongelukken nam hij vrijwillig deel aan een studentenproject. Choi overwoog om zijn middelbareschoolopleiding stop te zetten, maar hij zag later kans om masterclasses te volgen en hij leerde daarnaast vooral zichzelf zingen. Zijn middelbareschoolleraar merkte op dat Choi vaak afwezig was ten gevolge van zijn leefsituatie. Hij kon het financieel niet opbrengen om vervolgonderwijs te doorlopen en werkte na zijn opleiding als bouwvakker. Door de enorme aandacht en populariteit na zijn televisie-optreden is zijn achtergrond intensief onderzocht en bevestigd door Zuid-Koreaanse media.
Choi werd in de ochtend van 20 juni 2023 dood aangetroffen in zijn huis in Seoel; volgens de politie was er sprake van zelfdoding.

## Muzikale achtergrond
Choi raakte geïnspireerd door muziek toen hij veertien jaar was na het beluisteren van een klassiek zangeres in de nachtclub waar hij kauwgom verkocht. Hij verklaarde tijdens de auditie van Korea's Got Talent dat hij gefascineerd was geraakt door de zuiverheid van de zang. Hij werd een muzikale autodidact en volgde later een voortgezette opleiding klassieke zang aan de muzikale afdeling van de Daejeon Arts High School. Chois favoriete zanger is Andrea Bocelli.

## Korea's Got Talent

### Optreden
Op 6 juni 2011 bracht Choi zijn uitvoering van Nella fantasia. Juryleden en publiek raakten ontroerd door zijn achtergrond en optreden. Hij stelde zich voor als een handarbeider, die met de verkoop kauwgom en energiedrank tien jaar zijn brood verdiende. Alle juryleden waren onder de indruk van zijn vocale talenten. Choi behaalde de finale van de wedstrijd waarin hij als tweede eindigde.

### YouTube-hit
Chois prestaties werden een YouTube-hit. Een Engels ondertitelde versie leidde tot internationale belangstelling van pers en Choi werd "de volgende Susan Boyle" genoemd. De video zelf werd meer dan 100 miljoen keer bekeken.